# 6-Stunden-Rennen von Shanghai 2015

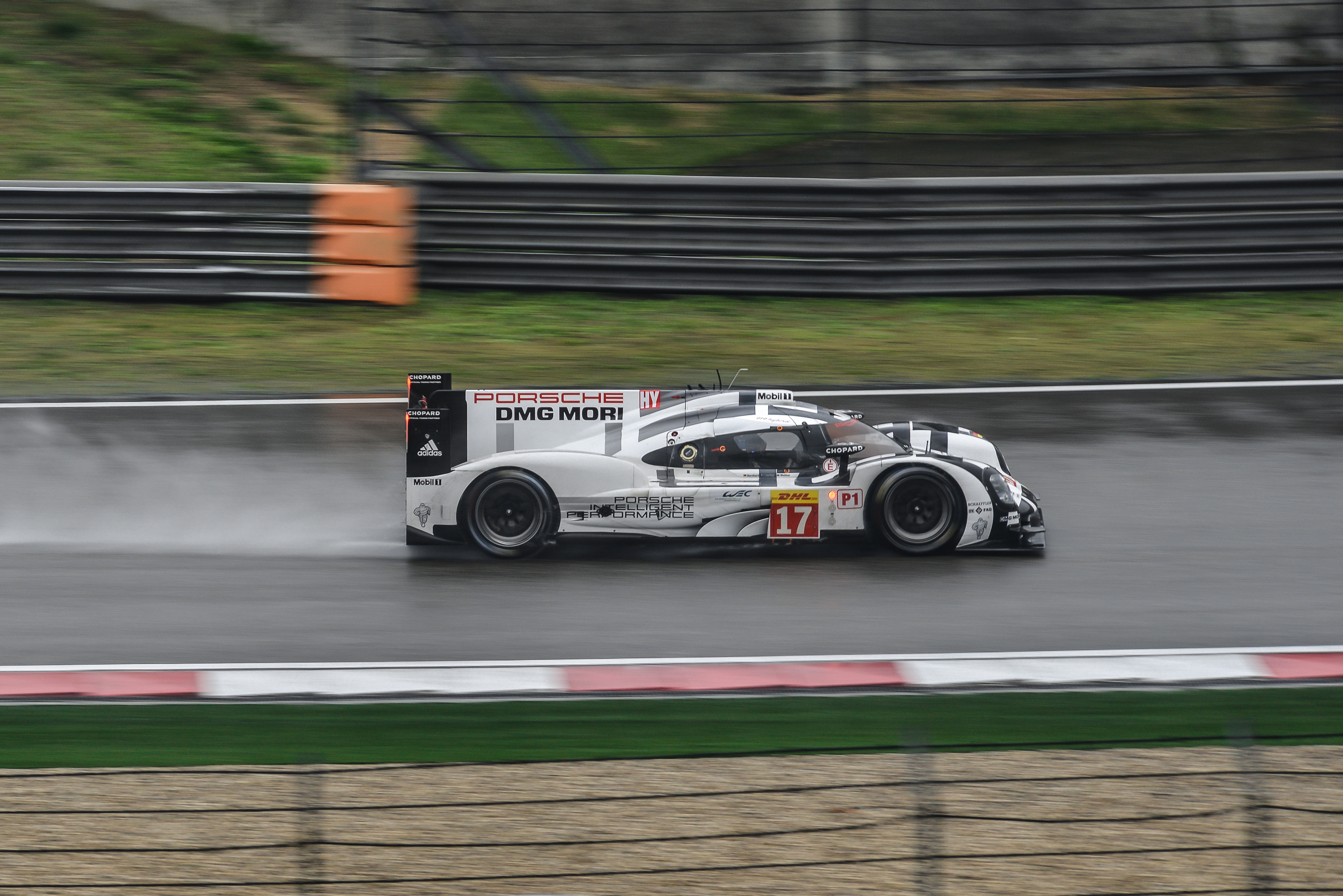
Der siegreiche Porsche 919 Hybrid im Regen

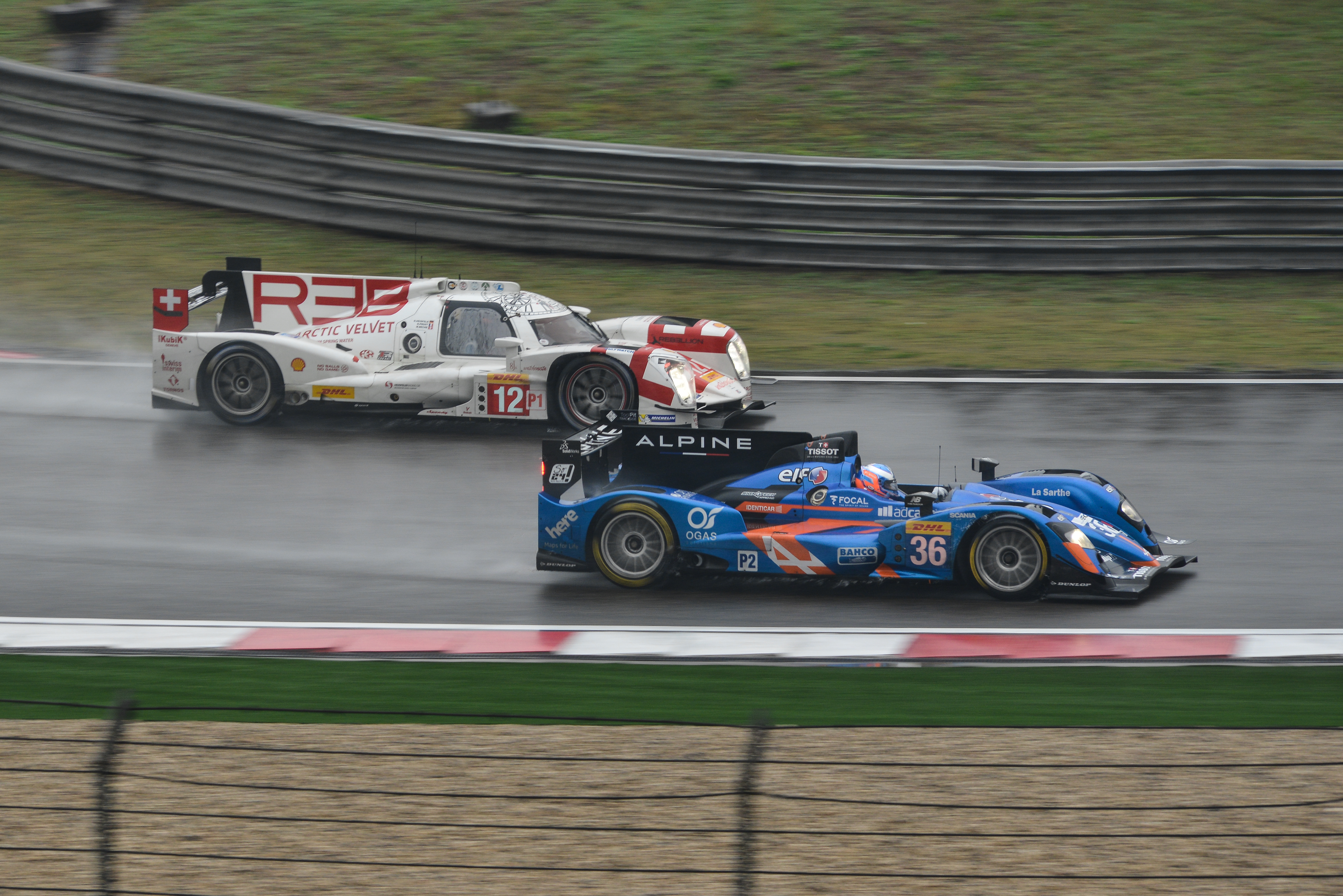
Erfolg in der LMP2-Klasse für den Alpine A450b, dahinter der Rebellion R-One mit der Startnummer 12

Das 6-Stunden-Rennen von Shanghai 2015, auch 6 Hours of Shanghai 2015, fand am 1. November auf dem Shanghai International Circuit statt und war der siebte Wertungslauf der FIA-Langstrecken-Weltmeisterschaft dieses Jahres.

## Das Rennen
Auf dem Shanghai International Circuit zeigte sich erneut die Überlegenheit der beiden Porsche 919 Hybrid, die wieder einen Doppelsieg einfuhren. Für  Timo Bernhard, Brendon Hartley und Mark Webber war es der vierte Gesamtsieg in Folge. In der LMP2-Klasse siegten diesmal Nelson Panciatici, Paul-Loup Chatin und Vincent Capillaire im Alpine A450b.
In den GT-Klassen gewann das Duo Richard Lietz/Michael Christensen im Porsche 911 RSR die GTE-Pro und das AF-Corse-Trio François Perrodo/Emmanuel Collard/Rui Águas die GTE-Am.

## Ergebnisse

### Schlussklassement
| 1           | LMP1      | 17 | Porsche Team              | Timo Bernhard Brendon Hartley Mark Webber             | Porsche 919 Hybrid       | 169 |
| 2           | LMP1      | 18 | Porsche Team              | Marc Lieb Romain Dumas Neel Jani                      | Porsche 919 Hybrid       | 169 |
| 3           | LMP1      | 7  | Audi Sport Team Joest     | André Lotterer Marcel Fässler Benoît Tréluyer         | Audi R18 E-Tron quattro  | 169 |
| 4           | LMP1      | 8  | Audi Sport Team Joest     | Loïc Duval Lucas di Grassi Oliver Jarvis              | Audi R18 E-Tron quattro  | 169 |
| 5           | LMP1      | 2  | Toyota Racing             | Alexander Wurz Stéphane Sarrazin Mike Conway          | Toyota TS040 Hybrid      | 165 |
| 6           | LMP1      | 1  | Toyota Racing             | Anthony Davidson Sébastien Buemi Kazuki Nakajima      | Toyota TS040 Hybrid      | 164 |
| 7           | LMP1      | 12 | Rebellion Racing          | Nicolas Prost Mathias Beche                           | Rebellion R-One          | 158 |
| 8           | LMP1      | 4  | Team ByKolles             | Simon Trummer Pierre Kaffer                           | CLM P1/01                | 156 |
| 9           | LMP2      | 36 | Signatech Alpine          | Nelson Panciatici Paul-Loup Chatin Vincent Capillaire | Alpine A450b             | 154 |
| 10          | LMP2      | 26 | G-Drive Racing            | Roman Rusinov Julien Canal Sam Bird                   | Ligier JS P2             | 153 |
| 11          | LMP2      | 47 | KCMG                      | Matthew Howson Richard Bradley Nick Tandy             | Oreca 05                 | 153 |
| 12          | LMP2      | 43 | Team SARD Morand          | Oliver Webb Pierre Ragues Christopher Cumming         | Morgan LMP2 Evo          | 152 |
| 13          | LMP2      | 29 | Pegasus Racing            | Alex Brundle Ho-Pin Tung David Cheng                  | Morgan LMP2              | 152 |
| 14          | LMGTE Pro | 91 | Porsche Team Manthey      | Richard Lietz Michael Christensen                     | Porsche 911 RSR          | 151 |
| 15          | LMGTE Pro | 51 | AF Corse                  | Gianmaria Bruni Toni Vilander                         | Ferrari 458 Italia GT2   | 193 |
| 16          | LMGTE Pro | 92 | Porsche Team Manthey      | Patrick Pilet Frédéric Makowiecki                     | Porsche 911 RSR          | 151 |
| 17          | LMGTE Pro | 71 | AF Corse                  | Davide Rigon James Calado                             | Ferrari 458 Italia GT2   | 150 |
| 18          | LMGTE Pro | 99 | Aston Martin Racing       | Fernando Rees Alex MacDowall Richie Stanaway          | Aston Martin Vantage GTE | 149 |
| 19          | LMGTE Pro | 97 | Aston Martin Racing       | Darren Turner Jonny Adam                              | Aston Martin Vantage GTE | 149 |
| 20          | LMP2      | 31 | Extreme Speed Motorsports | Ed Brown Johannes van Overbeek Jon Fogarty            | HPD ARX-03b              | 147 |
| 21          | LMGTE AM  | 83 | AF Corse                  | François Perrodo Emmanuel Collard Rui Águas           | Ferrari 458 Italia GT2   | 146 |
| 22          | LMGTE AM  | 98 | Aston Martin Racing       | Paul Dalla Lana Pedro Lamy Mathias Lauda              | Aston Martin Vantage GTE | 146 |
| 23          | LMGTE AM  | 72 | SMP Racing                | Viktor Shaitar Aleksey Basov Andrea Bertolini         | Ferrari 458 Italia GT2   | 145 |
| 24          | LMGT Am   | 77 | Dempsey-Proton Racing     | Patrick Dempsey Patrick Long Marco Seefried           | Porsche 911 RSR          | 145 |
| 25          | LMGTE Am  | 50 | Larbre Compétition        | Gianluca Roda Paolo Ruberti Nicolai Sylvest           | Chevrolet Corvette C7.R  | 144 |
| 26          | LMP2      | 42 | Strakka Racing            | Nick Leventis Jonny Kane Danny Watts                  | Gibson 015S              | 144 |
| 27          | LMGTE Am  | 96 | Aston Martin Racing       | Liam Griffin Stuart Hall Francesco Castellacci        | Aston Martin Vantage GTE | 139 |
| 28          | LMGTE Am  | 88 | Abu Dhabi-Proton Racing   | Christian Ried Klaus Bachler Khaled Al Qubaisi        | Porsche 911 RSR          | 139 |
| Ausgefallen |           |    |                           |                                                       |                          |     |
| 29          | LMP1      | 13 | Rebellion Racing          | Alexandre Imperatori Dominik Kraihamer Mathéo Tuscher | Rebellion R-One          | 153 |
| 30          | LMP2      | 28 | G-Drive Racing            | Gustavo Yacamán Ricardo González Luís Felipe Derani   | Ligier JS P2             | 153 |
| 31          | LMP2      | 30 | Extreme Speed Motorsports | Scott Sharp Ryan Dalziel David Heinemeier Hansson     | HPD ARX-03b              | 88  |

### Nur in der Meldeliste
Hier finden sich Teams, Fahrer und Fahrzeuge die ursprünglich für das Rennen gemeldet waren, aber aus den unterschiedlichsten Gründen daran nicht teilnahmen.
| Pos. | Klasse    | Nr. | Team                | Fahrer                             | Chassis                  |
| ---- | --------- | --- | ------------------- | ---------------------------------- | ------------------------ |
| 32   | LMGTE Pro | 95  | Aston Martin Racing | Christoffer Nygaard Marco Sørensen | Aston Martin Vantage GTE |

### Klassensieger
| Klasse    | Fahrer            | Fahrer              | Fahrer             | Fahrzeug               | Platzierung im Gesamtklassement |
| --------- | ----------------- | ------------------- | ------------------ | ---------------------- | ------------------------------- |
| LMP1      | Timo Bernhard     | Brendon Hartley     | Mark Webber        | Porsche 919 Hybrid     | Gesamtsieg                      |
| LMP2      | Nelson Panciatici | Paul-Loup Chatin    | Vincent Capillaire | Alpine A450b           | Rang 9                          |
| LMGTE Pro | Richard Lietz     | Michael Christensen |                    | Porsche 911 RSR        | Rang 14                         |
| LMGTE Am  | François Perrodo  | Emmanuel Collard    | Rui Águas          | Ferrari 458 Italia GT2 | Rang 21                         |

### Renndaten
- Gemeldet: 32
- Gestartet: 31
- Gewertet: 28
- Rennklassen: 4
- Zuschauer: unbekannt
- Wetter am Rennwochenende: Regen
- Streckenlänge: 5,451 km
- Fahrzeit des Siegerteams: 6:00:07,725 Stunden
- Runden des Siegerteams: 196
- Distanz des Siegerteams: 921,120 km
- Siegerschnitt: 153,000 km/h
- Pole Position: Timo Bernhard – Porsche 919 Hybrid (#17) – 1:42,621
- Schnellste Rennrunde: André Lotterer – Audi R18 E-Tron quattro (#7) – 1:46,685 = 183,900 km/h
- Rennserie: 7. Lauf zur FIA-Langstrecken-Weltmeisterschaft 2015